# ロック (小惑星)
ロック (7010 Locke) は小惑星帯に位置する小惑星。ベルギーの天文学者エリック・ヴァルター・エルストがヨーロッパ南天天文台で発見した。
17世紀のイギリスの哲学者ジョン・ロックに因んで命名された。